# Jerónimo Fernández
Jerónimo Fernández (fl. siglo XVI) fue un abogado y escritor español. Su padre se llamaba Toribio Fernández.
El licenciado Fernández, que fue abogado de la corte del Emperador Carlos V, escribió y publicó en Sevilla en 1545 las dos primeras partes del libro de caballerías Belianís de Grecia, que tuvo un éxito considerable.
Se dice que el interés del monarca en la obra llevó al autor a iniciar una continuación, pero tanto Carlos V como Fernández fallecieron antes de que estuviese terminada la obra, que fue concluida por Andrés Fernández, hermano de Jerónimo, y publicada en Burgos en 1579, en dos partes (identificadas como tercera y cuarta de la serie).
Pedro Guiral de Verrio escribió una quinta parte, de la que solamente quedan ejemplares manuscritos.

## Obras
- Hystoria del magnánimo, valiente e inuencible cauallero don Belianís de Grecia, Burgos, Martín Muñoz, 1547.
- Idem, introducción, texto crítico y notas de Lilia E.F. de Orduna, Kassel, Reichenberger, 1997.

- Datos: Q10306745